# Відділення банку

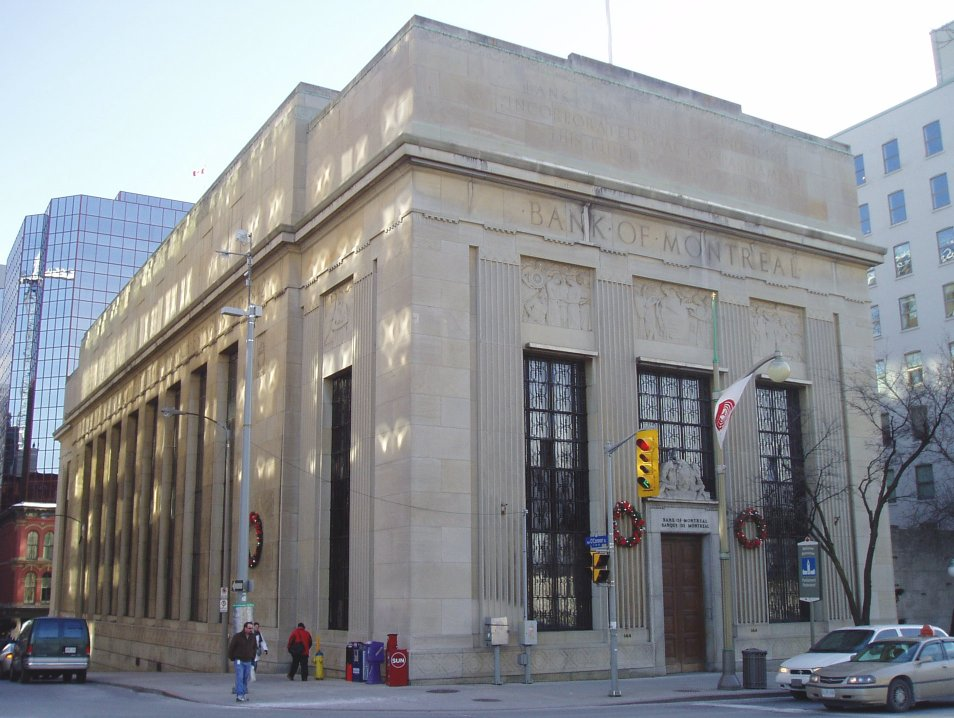
Колишнє відділення Банку Монреаля в Оттаві, нині історична будівля

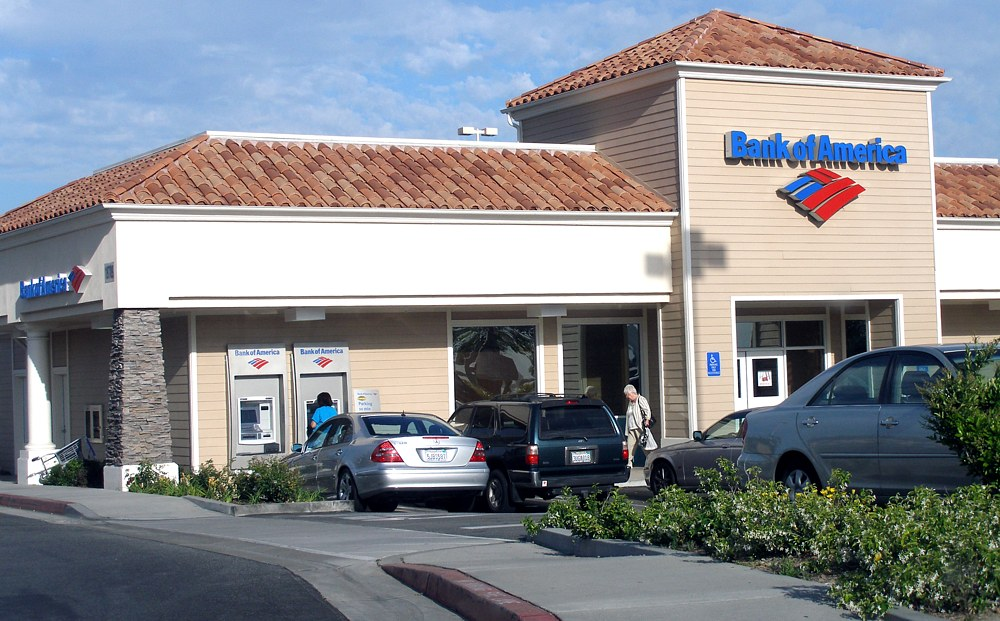
Нинішня філія Банку Америки в Портер-Ранч, Лос-Анджелес, Каліфорнія

Відділення, банківський центр або фінансовий центр – це роздрібна торгова точка, де банк, кредитна спілка чи інша фінансова установа (включно з брокерською компанією) пропонує своїм клієнтам широкий спектр очних та автоматизованих послуг.

## Історія та опис
Протягом 3-го століття банки в Персії (нині Іран) та на інших територіях почали випускати акредитиви, відомі як Sakks, в основному чеки на сьогоднішній мові, якими можна було торгувати в кооперативних будинках або офісах по всій перській території. У період з 1100-1300 рр. банківська справа почала розширюватися в Європі, і банки почали відкривати «філії» у віддалених закордонних місцях для підтримки міжнародної торгівлі. У 1327 році Авіньйоні, який розташований у Франції, було лише 43 філії тільки італійських банківських установ.

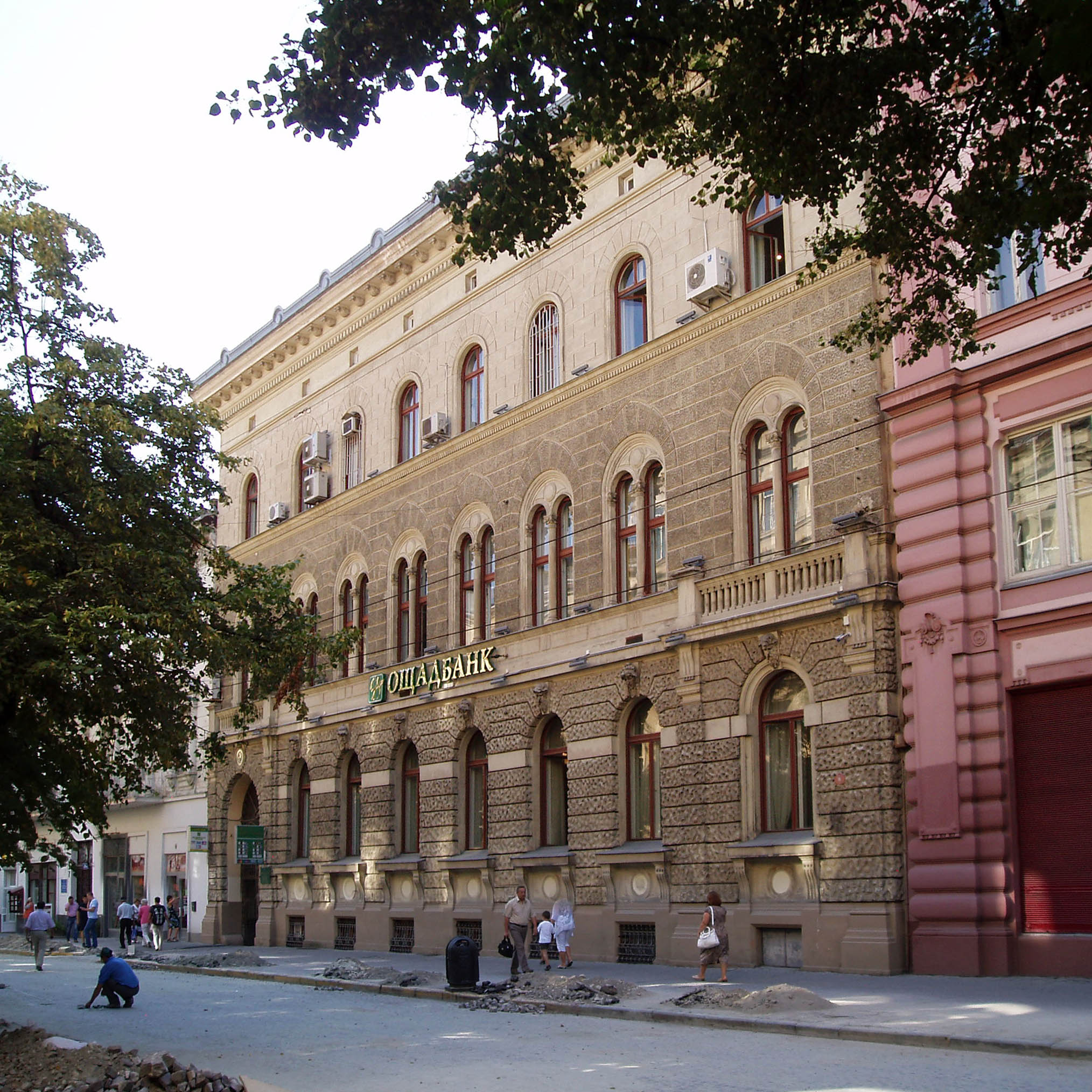
Філія Львівське обласне управління Державного ощадного банку України у будівлі 1897-1898 років спорудження для Австро-Угорського банку в стилі флорентійського ренесансу на вулиці Січових Стрільців у Львові

Практика відкриття сателітних відділень була популяризована на початку 20 століття Амадео Джанніні, тодішнім головою Банку Америки. Історично філії розміщувалися у величних будівлях, часто в архітектурному стилі неокласицизму. Сьогодні філії також можуть мати форму невеликих офісів у більшому комплексі, наприклад торговому комплексі.

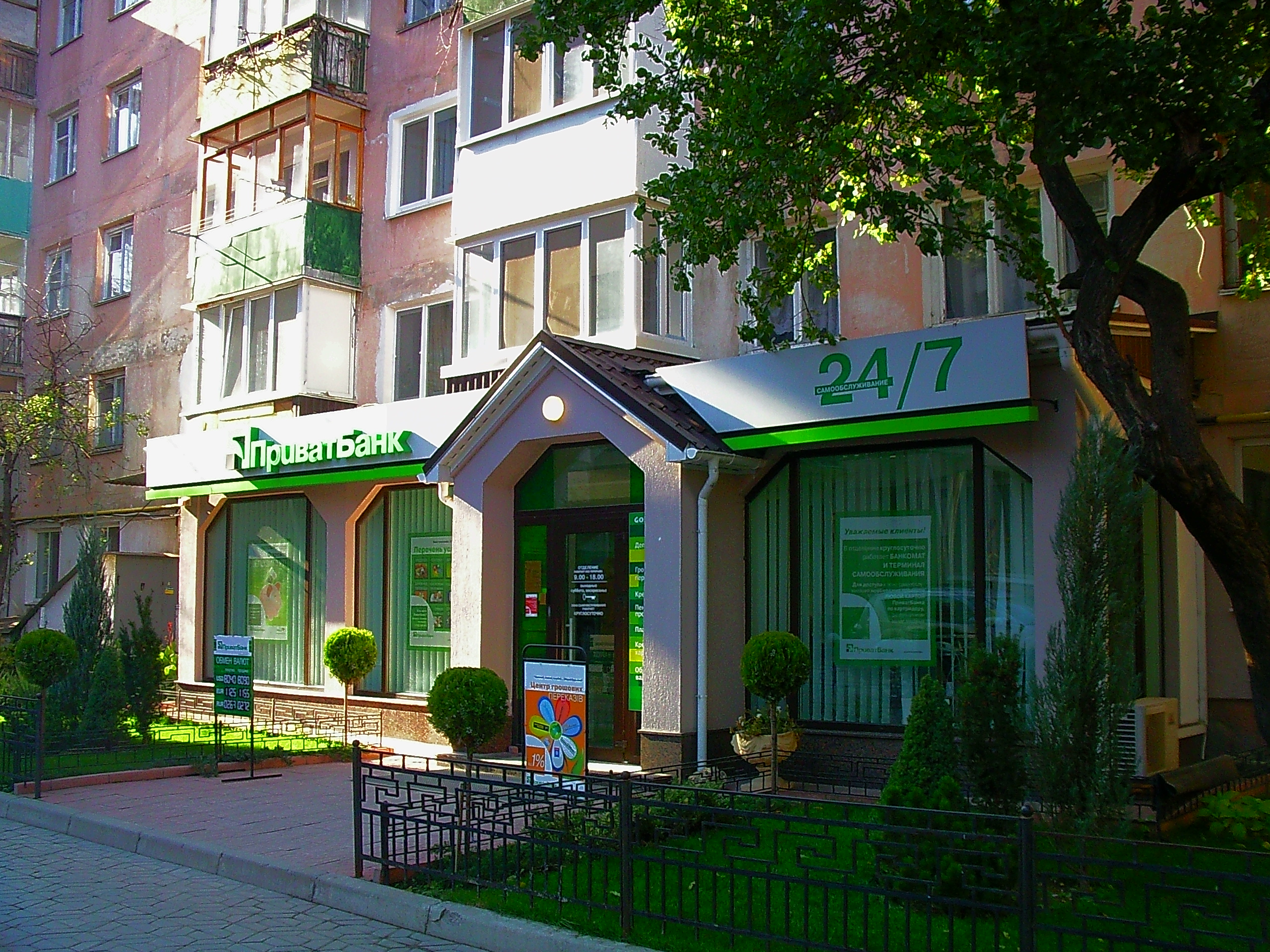
Міні-відділення ПриватБанку у Сімферополі з цілодобовою зоною самообслуговування

Традиційно відділення було єдиним місцем доступу до послуг фінансової установи. Послуги, які надає філія, включають зняття готівки та депозити з рахунку до запитання в касі банку, фінансові консультації через спеціаліста, оренду сейфів, обмінні пункти, продаж страхування (де це дозволено законодавством) тощо. У 21 столітті такі функції, як банкомати, банкінг по телефону та онлайн-банкінг, дозволяли клієнтам здійснювати банківські операції з віддалених місць і в неробочий час. Це змусило фінансові установи скоротити години роботи відділень і об'єднати менші відділення у більші. Навпаки, вони перетворили деякі на міні-філії лише з банкоматами для зняття та внесення готівки; комп'ютерними терміналами самообслуговування для онлайн-банкінгу та машини для внесення чеків. У деяких міні-відділеннях може бути обмежений персонал або взагалі не бути людей з допомогою та підтримкою лише по телефону.
Деякі фінансові установи, намагаючись показати більш дружній імідж, пропонують у своїх відділеннях атмосферу, схожу на бутик або кав'ярню, з прилавками для сидіння, закусками, інтерактивними дисплеями, музикою та ігровими зонами для дітей. Деякі відділення також мають прохідні каси або банкомати. Інші фінансові установи скорочують свої витрати та позиціонують свої пропозиції, не маючи відділень і іноді відомі як віртуальні або прямі банки.

### Правові обмеження в Сполучених Штатах
Історично регулюючі органи сприйняли банківські послуги філій у Сполучених Штатах, особливо міжштатні банківські послуги, несхвально, оскільки вони правильно передбачили ризик того, що банки стануть надто великими, щоб збанкрутувати. Ця регуляторна ворожнеча була кодифікована з прийняттям Закону Мак-Фаддена 1927 року, який спеціально забороняв банківську діяльність між штатами. Протягом наступних кількох десятиліть деякі банки намагалися обійти положення Макфаддена, створивши банківські холдингові компанії, які керували так званими незалежними банками в багатьох штатах. Щоб вирішити цю проблему, Закон про банківські холдингові компанії 1956 року забороняв банківським холдинговим компаніям зі штаб-квартирою в одному штаті мати філії в будь-якому іншому штаті.
Більшість банківських заборон між штатами було скасовано Законом Рігла-Ніла про міжштатну банківську діяльність і ефективність філій 1994 року. Дослідження також виявили, що антиконкурентні державні положення обмежували зростання за межами штату, коли ці положення були більш обмежувальними, ніж положення, встановлені Міждержавним законом про ефективність банківської діяльності та філій або сусідніми штатами. Деякі штати також мають обмежувальні закони щодо банківських відділень; наприклад, Іллінойс заборонив філії (крім головного офісу) до 1967 року, і не дозволяв необмежену кількість до 1993 року. Техас історично сильно обмежив діяльність банків. Незважаючи на те, що Docutel у Далласі був першим виробником банкоматів, банки штату не купували їх, доки генеральний прокурор Техасу Кроуфорд Мартін у серпні 1971 року не постановив, що банкомати не порушують заборону Конституції Техасу щодо банківських відділень. У 1980 році до статті XVI, розділ 16 конституції було внесено поправки, які дозволили банкам мати безпілотні банкомати в окрузі їх постійного місцезнаходження. Заборона на відділення банків існувала до 1986 року.

## Типи відділень

### У магазині
Зазвичай це філії, розташовані в торгових приміщеннях, таких як продуктові магазини, торгові комплекси чи дисконтні магазини. Це можуть бути філії з повним або обмеженим обслуговуванням. Як правило, вони не включають прохідні каси або сейфи. Ці відділення можуть мати обмежений персонал і зазвичай включають технології як засіб надання банківських послуг, наприклад банкомати, відеоконференції та системи відеобанкінгу.

### Відділення іноземного банку
Різновид іноземного банку, який зобов'язаний дотримуватися правил як країни походження, так і країни перебування, що працює в країні. У США регулюється Управлінням інспектора фінансових установ.